# Cyrtophleba nitida
Cyrtophleba nitida är en tvåvingeart som först beskrevs av Charles Howard Curran 1930.  Cyrtophleba nitida ingår i släktet Cyrtophleba och familjen parasitflugor. Inga underarter finns listade i Catalogue of Life.